# Snooker ai Giochi mondiali 2025
Le competizioni di snooker ai Giochi mondiali 2025 si sono svolte dal 10 al 14 agosto 2025 presso il Lago Qinglong di Chengdu, in Cina.

## Podi
| Specialità           | Oro          | Argento           | Bronzo                   |
| Maschile (dettagli)  | Xiao Guodong | Michael Georgiou  | Alexander Widau          |
| Femminile (dettagli) | Bai Yulu     | Narucha Phoemphul | Ploychompoo Laokiatphong |

## Medagliere
| Posiz. | Nazione    | Oro | Argento | Bronzo | Totale |
| ------ | ---------- | --- | ------- | ------ | ------ |
| 1      | Cina       | 2   | 0       | 0      | 2      |
| 2      | Thailandia | 0   | 1       | 1      | 2      |
| 3      | Cipro      | 0   | 1       | 0      | 1      |
| 4      | Germania   | 0   | 0       | 1      | 1      |
| Totale | Totale     | 2   | 2       | 2      | 6      |